# Stephanie (Leniuchowo)
Stephanie (grana przez Julianna Rose Mauriello oraz Chloe Lang) – fikcyjna, główna postać z serialu telewizyjnego dla dzieci Leniuchowo. Namawia dzieci do ruchu. Ma różowe włosy i jest czasami nazywana przez Trixie "Różowa". Przyjechała do Leniuchowa by odwiedzić swojego wujka, Milforda Dobrowolskiego, burmistrza Leniuchowa. Gdy po raz pierwszy pojawiła się w Leniuchowie była smutna, bo nie mogła znaleźć dzieci do zabawy, więc poprosiła o pomoc Sportacusa. Gdy Sportacus przybył do miasta rozpoczęli wspólne "naprawianie" Leniuchowa, by było miejscem pełnym aktywnego ruchu. Na końcu każdego odcinka śpiewa i tańczy do piosenki "Bing Bang". W serii trzeciej Juliannę Rose Mauriello zastępuje Chloe Lang.
W islandzkiej wersji Leniuchowa Stephanie nazywa się Solla.

## Opis
Stephanie jest słodką, optymistyczną dziewczynką. Jest sympatyczna i ciekawa. Jest również utalentowaną tancerką. Ponieważ nie wychowywała się w Leniuchowie nie ma niezdrowych nawyków, jak inne dzieci w serialu. Próbuje namówić przyjaciół do aktywnego spędzania czasu. Stephanie jest pozytywnie nastawiona do świata, uprzejma oraz uczy się na błędach. Życie traktuje jak wielką przygodę. Kiedy ma jakiś problem - trzyma się swojego motta: "Zawsze jest wyjście" (w serialu przetłumaczone jako "Zrobić się da" z powodu piosenki).

## Wygląd zewnętrzny
Stephanie zwykle ubiera się w różową sukienkę, białe rajstopy, różowe skarpetki, biało-różowe tenisówki i różową opaskę na włosy. Jej ubiór od czasu do czasu się zmienia. Na przykład, w odcinkach "Cyfrowe Leniuchowo" i "Książeczka Energii", założyła różowe leginsy do jej tradycyjnego stroju. W niektórych odcinkach zakładała również bluzę i inne rzeczy, ale jej ubrania były zawsze różowe (z wyjątkiem kilku ubrań). Jej włosy są farbowane na różowo i są w stylu klasyczny bob. Często nosi również różową torebkę, w której trzyma swój dziennik.

## Julianna Rose Mauriello
Magnús Scheving, twórca Leniuchowa, opisuje swoją współpracę z Julianna Rose Mauriello, aktorką grają Stephanie tak:  "Gdy rozpoczęliśmy pracę nad Leniuchowem, miała dziewięć lat, z czasem stawała się starsza... Przyjechała z Nowego Jorku, grała w musicalach i chodziła do szkoły. Nauczyła się języka Islandzkiego w zaledwie dziewięć miesięcy... Leniuchowo było kręcone w Islandii. Jest to bardzo nietypowy język, więc myślę, że jest niesamowita! Jest najbardziej profesjonalną osobą jaką widziałem w życiu, niesamowicie profesjonalną. Julianna jest nietypowym uczniem, uczy się przez Internet, nigdy nie widziałem czegoś podobnego, jest świetna. Absolutnie niewiarygodne. "